# Orthetrum latihami
Orthetrum latihami – gatunek ważki z rodziny ważkowatych (Libellulidae).